# Gárdos Péter (filmrendező)
Gárdos Péter (Budapest, 1948. június 8. –) Balázs Béla-díjas magyar filmrendező, író.

## Életpályája
Szülei (Gárdos Miklós és Gárdos Ágnes) holokauszttúlélők voltak; gyermeküket a görögkeleti vallás rítusa szerint megkereszteltették. Filmrendező szeretett volna lenni, de nem vették fel a Színház- és Filmművészeti Főiskolára. Ezért az Eötvös Loránd Tudományegyetemre ment, ahol a bölcsészkaron magyar–orosz szakos tanárként végzett 1971-ben. Előbb rendezőasszisztensként, majd rendezőként dolgozott a MAFILM Híradó- és Dokumentumfilm Stúdiójában. De álmáról nem mondott le: nagyjátékfilmet akart rendezni, és ezért mindenre képes volt. Még arra is, hogy azzal a blöffel győzze meg a Hunnia Filmstúdió vezetőit, hogy Uramisten című filmtervének főszerepére sikerült megnyernie az akkor már teljes visszavonultságban élő színészlegendát, Feleki Kamillt. Az Uramisten erős indulás volt: Chicagóban a legjobb első filmnek járó Ezüst Hugó-díjával tüntették ki, Montrealban a zsűri különdíját kapta meg, a magyar filmszemléről Máthé Tibor a legjobb operatőr díját, Eperjes Károly pedig a színészi díjat hozta el. 1987-ben jelent meg a máig legsikeresebb és a kritikusok szerint is legjobb filmje, a Szamárköhögés. A film 52 filmfesztivált járt meg, huszonhat országban vetítették, és számtalan díjat nyert.
Még kilenc nagyjátékfilm és számos színházi rendezés fűződik a nevéhez. 1991 és 2001 között több televíziós sorozatot készített. (Első szerelem, Öt kicsi indián, Showbálvány). 2010-ben jelent meg első regénye Hajnali láz címen, melyben szülei szerelmének igaz történetét írta meg. A regényt magyarországi megjelenése után a világ jelentős könyvkiadói is felfedezték. A Publishers Weekly és a Booktrade a 2015-ös Londoni Könyvvásár egyik legfontosabb könyvének tartotta, a világ vezető kiadói versengtek érte. A regényt az elmúlt években 42 ország adta ki Ausztráliától Brazíliáig. 2018-ban jelent meg Hét mocskos nap címmel második könyve. A három család és egy viharos évszázad történetét felölelő regényben Gárdos az élet apró esetlegességeiről és brutális szörnyűségeiről ír. 2019-ben jelent meg harmadik regénye Királyi Játék címmel. A könyv az európai történelem egyik legkülönösebb hatalmi svindlijének izgalmas és megrázó története. 2022-ben jelent meg negyedik regénye Semmelweis Ignác rövid boldogsága címen. Gárdos Péter megrendítő regénye drámai választ kínál egy zseni életének máig megválaszolatlan kérdéseire. 2023-ban jelent meg ötödik könyve Szemérmetlen történetek címen. amely a Hét mocskos nap című regény átdolgozott változata. 2025-ben jelent meg hatodik könyve Hamisítók címen. Gárdos Péter önéletrajzi ihletésű regénye egyszerre ironikus korrajz és személyes visszatekintés, egy felnőtté válás története a propaganda és a manipuláció világában.
2001-től 2006-ig a Debreceni Csokonai Színház prózai tagozatának vezetője, majd művészeti tanácsadója volt.
2015-ig a Pinceszínház művészeti vezetője volt. 2014-ben a Budapesti Metropolitan Egyetem tanszékvezetője lett, ahol filmrendezést és forgatókönyvírást tanított.
2025 júliusában aláírásával támogatta a KneeCap nevű ír hiphoptrió Sziget Fesztiválon való fellépésének betiltását a trió palesztinpárti megnyilvánulásai miatt.

## Filmjei
- 1972: Víz – minden mennyiségben
- 1972: Szobrok és alkotók
- 1972: Ideál '72
- 1972: A gyermekek világából
- 1972: …és télen még rosszabb!
- 1973: Utazás a Föld körül
- 1973: Modernség '73
- 1974: Az új elnök öröksége
- 1974: Új arcok éve
- 1974: Országgyűlés
- 1974: Forradalmi Ifjúsági Napok
- 1974: Elsőéves népnevelők
- 1975: Kultúrközpont
- 1975: Kirándulás
- 1975: Kártyaparti este 7-kor
- 1976: Egy tiszt levele
- 1976: Kibontakozás
- 1976: Két nap élet
- 1977: Skorpió Rt.
- 1977: Lidérc
- 1978: Halálosztók
- 1979: Ketrec
- 1979: A gondolat él
- 1980: Vészcsengő
- 1980: Tragoletto
- 1981: Tiszteletkör
- 1981: Semmi vagy minden
- 1982: A tanítványok
- 1982: Manőver
- 1983: Kis ember nagy élete
- 1985: Uramisten
- 1985: A 28-as csapó
- 1987: Üveg
- 1987: Szamárköhögés
- 1988: Video-világ
- 1988: Szünet
- 1989: A hecc [halott link]
- 1989: Diploma
- 1992: A skorpió megeszi az ikreket reggelire
- 1994: A brooklyn-i testvér
- 1995: Éretlenek
- 1997: Showbálvány
- 1998: Üstökös
- 2001: Az utolsó blues
- 2004: A porcelánbaba (2005 Filmszemle – Legjobb rendezés díja)
- 2005: Az Aranyember c. film a „Nagy könyv” c. sorozatban.
- 2005: Az igazi Mikulás
- 2006: Az ősz 17 pillanata
- 2008: Fordítva
- 2008: Arcok a homályból
- 2009: Tréfa (Filmszemle – Legjobb rendezés díja)
- 2015: Hajnali láz (magyar–svéd–izraeli koprodukció)

## Színházi rendezések
- 1989 Jégkirálynő
- 1991 Óz, a csodák csodája
- 1993 A három testőr
- 1996 Varázsfuvola
- 1998 Annie
- 1998 Chicago
- 1999 The Bad Woman
- 2001 Mámor
- 2002 Othello, a velencei mór
- 2003 Kean, the Actor
- 2003 A patikus, avagy orvos is lehet tisztességes

## Könyvei
- Hajnali láz (regény) – Olvasó Sarok Kiadó, 2010; Libri Könyvkiadó, 2015.; Open Books, 2022
- Hét mocskos nap (regény) – Libri Könyvkiadó, 2018
- Királyi Játék (regény) – Libri könyvkiadó, 2019
- Semmelweis Ignác rövid boldogsága (regény) – Open Books, 2022
- Szemérmetlen történetek (regény) – Open Books, 2023 – A Hét mocskos nap című regény átdolgozott változata
- Hamisítók (regény) – Open Books, 2025

## Díjai, elismerései
- 1985 – Chicagó Nemzetközi Filmfesztivál – Ezüst Hugó (Uramisten)
- 1985 – Montreál Nemzetközi Filmfesztivál – a zsűri különdíja (Uramisten)
- 1987 – Chicagó Nemzetközi Filmfesztivál – Arany Hugó (Szamárköhögés)
- 1987 – Montreál Nemzetközi Filmfesztivál – Fipresci Díj (Szamárköhögés)
- 1988 – Troia Nemzetközi Filmfesztivál – Legjobb Rendező Díja (Szamárköhögés)
- 1988 – Frankfurt Nemzetközi Gyermekfilmfesztivál – Nagydíj (Szamárköhögés)
- 1989 – Balázs Béla-díj
- 1989 – Bludenz Nemzetközi Filmfesztivál – Nagydíj (Szamárköhögés)
- 1989 – Vevey Nemzetközi Filmfesztivál – Golden Pierrot (Szamárköhögés)
- 1997 – Salerno Nemzetközi Filmfesztivál – az Olasz Moziszövetség Díja (A brooklyni testvér)
- 1998 – Montecatini Nemzetközi Filmfesztivál – a Zsűri Különdíja (Az üstökös)
- 1999 – Budapest Televíziós Műsorok Fesztiválja – legjobb tévéshow műsor – Kategóriadíj (Showbálvány)
- 2002 – Kairó Nemzetközi Filmfesztivál – Arany Piramis (Az utolsó blues)
- 2003 – Houston Nemzetközi Filmfesztivál – Ezüst Remi (Az utolsó blues)
- 2005 – Leeuwarden Nemzetközi Filmfesztivál – Matad’or Nagydíj (A porcelánbaba)
- 2005 – Moszkvai Nemzetközi Filmfesztivál – az Orosz Kritikusok Diplomája (A porcelánbaba)
- 2005 – Budapest Filmszemle – Legjobb Rendezés Díja (A porcelánbaba)
- 2005 – Budapest Filmszemle – a külföldi kritikusok Moskowitz Díja (A porcelánbaba)
- 2006 – Magyar Filmkritikusok Kritikusok Díja – Legjobb férfiszínész, (Cserhalmi György) Legjobb Női Epizód (Csákányi Eszter) – Az igazi Mikulás
- 2006 – Legjobb Férfi Epizód (Bertók Lajos) – A porcelánbaba
- 2008 – Budapestért díj
- 2009 – Ourense Nemzetközi Filmfesztivál – a Zsűri Speciális Elismerése (Tréfa)
- 2009 – Budapest Filmszemle: Legjobb Rendezés Díja (Tréfa)
- 2010 – Moszkvai Nemzetközi Detektívfilmfesztivál – a zsűri különdíja (Tréfa)
- 2010 – Magyar Filmkritikusok Különdíja (Tréfa)
- 2016 – Várnai Nemzetközi Filmfesztivál – a legjobb rendező díja (Hajnali láz)[8]
- 2016 – Cinequest filmfesztivál – a legjobb játékfilm (Hajnali láz)[9]
- 2017 – Prix d'Europe díj (Hajnali láz)[10]